# Leonor de Cisnere
Leonor de Cisnere (* um 1536 in Valladolid in Spanien; † 26. September 1568 in Valladolid), auch Leonor (Álvarez) de Cisneros oder Eleonore de Cisneros genannt, war eine evangelische Märtyrerin. Ihr Fall gehört zu den bekanntesten der spanischen Inquisition.

## Leben

### Entstehung einer evangelischen Gemeinde
Um 1551 gründete der Italiener Carlos de Seso, der als ein Sohn des Bischofs von Piacenza (zu dieser Zeit war dies Catalano Trivulzio) angesehen wurde, eine evangelische Gemeinde in Valladolid, dem damaligen Sitz des spanischen Hofes. Er war im Vorjahr, wohl unter dem Einfluss der Werke des Juan de Valdés, zum evangelischen Glauben konvertiert und brachte die entsprechende Literatur nach Spanien mit. Carlos de Sesos reformatorische Arbeit begann in Logroño, danach setzte er sie in Toro fort.
1554 wurde Carlos de Seso dank des Einflusses seiner Frau Isabella de Castilla, die königlicher Abstammung war, Corregidor (Bürgermeister) in Toro. Dort gewann er Leonor de Cisnere und deren Mann Antonio Herrezuelo (auch Herezuello, bekannt als „der Baccalaureus Herezuello de Torro“), den Leonor de Cisnere um 1553 als 18-Jährige geheiratet hatte, und einige weitere Personen teils vornehmer Herkunft für den evangelischen Glauben. In Pedrosa, einem Ort zwischen Valladolid und Toro, konnte Carlos de Seso den Pfarrer Pedro de Cazalla für die Reformation gewinnen. Die Gemeinschaft oder das „Konventikel“ umfasste schließlich etwa 70 Gläubige.
Am 4. Januar 1559 ermächtigte Papst Paul IV. auf spanischen Wunsch hin in einem Breve den Großinquisitor und Supremo, als Ketzer betrachtete Personen auch dann als solche zu verurteilen, wenn sie abschwören wollten, falls angenommen werden konnte, dass diese Abkehr nur geschah, um der Strafe zu entgehen.

### Festnahme und Haft
Die geheimen Treffen wurden verraten; am Gründonnerstag, dem 23. März 1559, kam es zu einer Razzia während des evangelischen Gottesdienstes. Die meisten Mitglieder wurden festgenommen, darunter auch Leonor de Cisnere und Antonio Herrezuelo. Sie wurden in getrennten Zellen in Valladolid inhaftiert. Nach fünf Jahren Ehe war Leonor de Cisnere nun vollständig isoliert und wurde von den Priestern und Inquisitoren bedrängt, ohne einen Freund, der ihr zur Seite gestanden hätte oder eine Nachricht über das Schicksal ihres Mannes. Wie üblich wurde sowohl Leonor de Cisnere als auch Antonio Herrezuelo gegenüber behauptet, dass der jeweils andere, ebenso wie Freunde, die verhaftet worden waren, ihre Fehler eingesehen und widerrufen hätten. Wenn Leonor de Cisnere nur ihre Fehler eingestünde, würde sie freigelassen, um sich ihnen anschließen zu können. Die Alternative sei die Folterbank, die deutlich in Sicht gehalten wurde, und möglicherweise der Pfahl.
Ohne dass es Leonor de Cisnere gewusst hätte, blieb Antonio Herrezuelo standfest, der nicht nur offen seinen Einsatz für die Reformation zugab, sondern auch, dass er ein Verteidiger und Lehrer ihrer Lehren sei. Die Folter konnte seine Entschlossenheit nicht ändern. Leonor de Cisnere wurde in ihrer Zelle indes, sicher begierig, mit ihrem Mann wieder vereint zu werden, unentschlossen.

### Methoden der Inquisition
Um die folgenden Ereignisse zu verstehen, ist es notwendig, sich mit der Vorgehensweise der Inquisition und insbesondere dem Autodafé („Glaubensakt“) vertraut zu machen. Mit großer Machtfülle ausgestattet, konzentrierte sich die Inquisition zunächst auf prominente Juden, da ein Schuldspruch zu einem Einzug des Vermögens führte. Diese Allianz aus Kirche und Staat erweiterte bald ihren Tätigkeitsbereich auf andere Personenkreise, wobei alte Rechnungen beglichen wurden. Hunderte, schließlich Tausende sahen ihre Freiheiten zerschlagen, ihr Land konfisziert und ihre Haushalte geplündert.
Inhaftierten gegenüber wurde routinemäßig behauptet, andere hätten widerrufen; sie wurden ermutigt, für mildernde Umstände ihre Freunde zu verraten. Einmal gefangen, überlebten nur wenige. Am Tage des öffentlichen Autodafé wurden die Beschuldigten aus ihrem Kerker herausgeführt und sollten erst dann von ihrem wahren Schicksal erfahren, ebenso von dem ihrer Freunde und Familie. Gefangenen wurde es nie erlaubt, ihren Anklägern gegenüberzutreten, oder die Anschuldigungen gegen sie in schriftlicher Form einzusehen. Ihnen wurde schlicht mitgeteilt, sie wären nicht verhaftet worden, wenn sich nicht bereits genügend Beweise für eine Verurteilung im Besitz der Autoritäten befänden. Ihre einzige Wahl war es, zu widerrufen oder dem Tod gegenüberzutreten.
Ein Autodafé wurde sonntags abgehalten, üblicherweise auf dem zentralen öffentlichen Platz der Stadt, besucht von kirchlichen und staatlichen Würdenträgern. Ein Ablass von 40 Tagen wurde oftmals für die Zuschauer erteilt, um die Menge zu vergrößern. Die Gefangenen wurden mit dem Sanbenito bekleidet, einem gelben, ärmellosen Stück Wollstoff mit einer Öffnung für den Kopf, das vorne und hinten bis auf die Knie lose herabhing, vergleichbar einem Skapulier. Der Begriff Sanbenito leitet sich von dem Ausdruck saco bendito für ein geweihtes Bußkleid her. Auf dem Kopf mussten die Gefangenen eine sogenannte Tiare tragen, eine hohe, spitz zulaufende Mütze; ihre Hände waren vor dem Körper mit Stricken gefesselt. Sie mussten dabei brennende Fackeln aus grünem Wachs tragen.
Jene, die todeswürdiger Vergehen für schuldig befunden wurden, wurden in der vorhergehenden Nacht über ihre bevorstehenden Hinrichtungen informiert und erhielten eine letzte Chance, zu bereuen. Wenn sie diese nutzten, wurde ihnen die Gnade zuteil, vor dem Verbrennen erwürgt zu werden. Am nächsten Morgen mussten sie aus dem Kerker marschieren. Jene, die nicht bereuten, trugen auf Sanbenito und Tiare das Bild eines von Flammen und Teufeln umgebenen Menschen, und wurden dem Feuer lebendig überantwortet. Bei denjenigen, die zuvor erwürgt wurden, wiesen die Spitzen der auf dem Gewand dargestellten Flammen nach unten. Wer mit dem Leben davonkommen sollte, trug auf Sanbenito und Tiare nur ein rötliches Andreaskreuz, oder, im Falle geringerer Vergehen, nur einen Teil des Kreuzes. Die Fackeln wurden nur bei den zum Tode Verurteilten angezündet.

### Erster Inquisitionsprozess

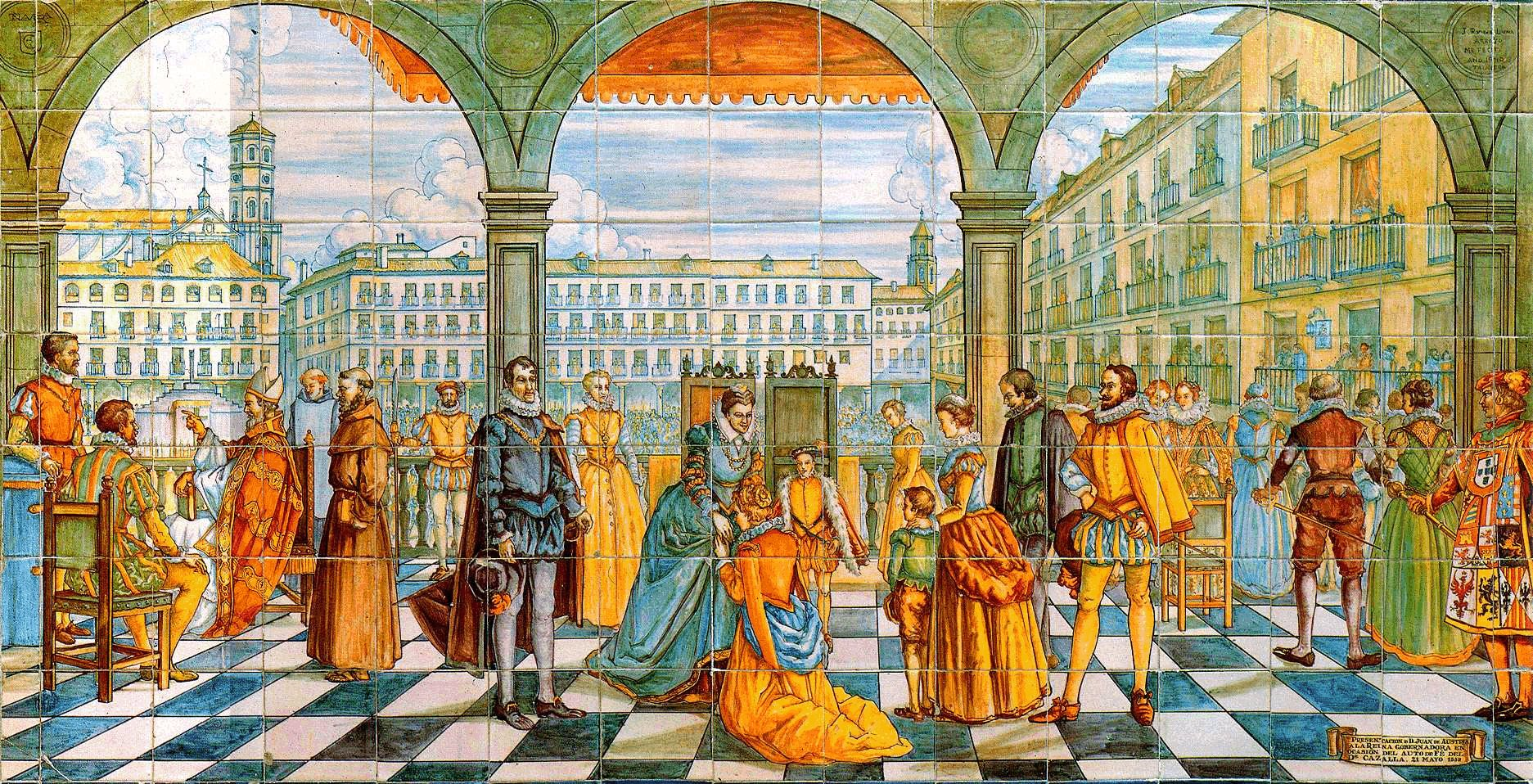
Vorstellung von Juan de Austria anlässlich des Autodafé von Doktor Cazalla in Valladolid

Am 21. Mai 1559, dem Sonntag Trinitatis, wurden auch die Angeklagten des Kreises um Leonor de Cisnere öffentlich auf dem großen Marktplatz von Valladolid als Lutheraner vor ein Gericht der Inquisition gestellt. Dazu waren Tribünen im Halbkreis aufgebaut worden. Auf einer der Tribünen saß der Generalinquisitor und Erzbischof von Sevilla, Fernando Valdés (Amtszeit 1546–1566), mit dem gesamten Inquisitionskollegium, vier weitere Bischöfe und die Kollegien der Staatsbeamten. Die Zuschauer drängten sich auf dem Platz, den Straßen, sämtlichen Fenstern und sogar auf den Dächern. Die Verhandlung soll 200.000 Zuschauer gehabt haben, auch Minister und Vertreter der weltlichen Behörden, sowie viele weitere einflussreiche Persönlichkeiten waren anwesend. Jedes Haus an der Strecke, welche die Gefangenen entlanggehen sollten, war mit einer Bühne versehen. Zuschauer waren teilweise eigens aus einer Entfernung von 60 bis 70 km angereist und lagerten unter freiem Himmel. Nur einige vertrauenswürdige Personen durften reiten oder Waffen tragen; anderen war es bei Todesstrafe und Güterverlust verboten. Auf einer besonderen Bühne vor dem Palast befand sich die königliche Loge. Noch vor 6 Uhr morgens zogen dort feierlich die Regentin, Infantin Juana, Schwester des Königs Philipp II., ihr Neffe, der Fürst von Asturien (Kronprinz), der 13-jährige Infant Don Carlos, der Erzbischof von Santiago de Compostela, Gaspar Zúñiga Avellaneda (Amtszeit 1558–1569), der ganze Hofstaat und viele Adelige ein. Es war das erste Autodafé in Valladolid. Das Geschehen wurde auch in Kupferstichen und anderen Kunstwerken verewigt. Es war ein gesellschaftliches Ereignis, bei dem beispielsweise Juan de Austria in die Gesellschaft eingeführt wurde.
Als Nächstes bahnten vom Gebäude der Inquisition aus Bewaffnete eine Gasse durch die Menschenmenge, denen die Gefangenen folgten, von Dienern der Inquisition bewacht. Der Prozessionsweg war durch eingeschlagene Pfähle gekennzeichnet, so dass die Teilnehmer zu dritt nebeneinander gehen konnten. Die Gefangenen waren wie beschrieben in Sanbenitos gekleidet und trugen fast alle die Spuren massiver Folter. Der Sanbenito Leonor de Cisneres war dabei der eines Büßers, dem der Tod erspart bleiben sollte. Zu ihrem Schrecken sah sie, dass ihr Mann das höllische Abzeichen eines „unbußfertigen Ketzers“ trug. Den Gefangenen wurden ein in schwarzes Tuch gehülltes Kreuz und die rote Fahne der Inquisition vorangetragen, die mit den Namen des Papstes und des Königs versehen war; diese Gegenstände wurden schließlich auf einem eigenen Gerüst abgestellt. An der Spitze der Gefangenen standen fünf Geschwister, darunter zwei Geistliche und eine Ordensschwester. Den höchsten Platz auf der Bühne erhielt einer dieser Fünf, Dr. Agustín de Cazalla, der die evangelische Gemeinde von Valladolid geführt hatte und einmal Prediger Karls V. gewesen war, danach kam sein Bruder Francisco de Vibero Cazalla. Daneben befand sich das Standbild einer Frau, das auf einer Holzkiste stand und wie die Gefangenen gekleidet war. Das Bild stellte Leonor de Vivero dar, die Mutter der fünf Geschwister, die im Kerker verstorben war. In der Kiste befanden sich ihre sterblichen Überreste. Die verstorbene Mutter sollte gemeinsam mit ihren Kindern verbrannt werden. Die Inquisitoren saßen unter einem Baldachin, gegenüber befand sich ein Altar, auf dem ein Kruzifix, Leuchter und die übrigen zum Messopfer benötigten Altargeräte standen. Daneben war eine Kanzel, von der aus Melchior Cano, ein bekannter, gelehrter Dominikaner und Bischof der Kanaren, die einstündige Predigt zum Autodafé hielt.
Danach ging der Inquisitor von Valladolid, Franz Baca, zur Tribüne des Infanten und der Infantin und forderte beide auf, einen Eid abzulegen, dass sie die Inquisition schützen würden und jeden, der sich gegen den römisch-katholischen Glauben äußern würde, denunzieren wollten. (Eine Übersetzung der Eidesformel findet sich in dem unter Literatur angegebenen Staats-Lexikon.) Grund für diese Vorgehensweise war das Regulativ, mit dem die spanische Inquisition durch das Königspaar Ferdinand und Isabella eingeführt wurde. Darin wurde dem Magistrat, der das Autodafé durchzuführen hatte, ein entsprechender Eid abverlangt. Allerdings war diese Formalität bereits bei der Einführung der Inquisition in Valladolid erfüllt worden, ferner war zweifelhaft, ob auch Mitglieder der Herrscherfamilie einen solchen Eid abzulegen hatten. Carlos und Juana kamen der Aufforderung nach und ließen sich den Eid auf das Kreuzbild im Messbuch vom Erzbischof von Sevilla abnehmen, dann wurden sie mit einem Segen belohnt. Die Zuschauer skandierten nach diesem Eid, die Inquisition zu schützen und zu fördern: „Bis zum Tode!“ Auch andere Anwesende mussten den Eid leisten. Bacas Vorgehensweise wurde vielfach als Affront gegen die Krone betrachtet. Don Carlos Einstellung der Inquisition gegenüber sollte lebenslang negativ bleiben, bis er kurz vor dem geplanten Hochverratsprozess gegen ihn 1568 starb.

### Widerruf und Verurteilung zu lebenslanger Haft
Agustín de Cazalla, Francisco de Vibero Cazalla und Alonso Pérez wurde ihre geistliche Würde aberkannt. Dann wurden die Urteile der Inquisition und des weltlichen Gerichts verlesen. Alle wurden für ehrlos erklärt; ihr Vermögen wurde konfisziert. Antonio Herrezuelo war der einzige der Angeklagten, der nicht widerrufen hatte. Alle anderen hatten Reue bekannt, um Gnade gebeten und vollständige Aussagen gegen ihre Freunde und Glaubensgeschwister gemacht. Nach den damals gültigen Gesetzen hätten mithin nur zwei oder drei der Angeklagten mit dem Tode bestraft werden dürfen, da nur diese aktiv an der Verbreitung der Reformation gearbeitet hatten.
Stattdessen wurde dem päpstlichen Breve vom 4. Januar 1559 (siehe oben) gefolgt; es sollte wohl ein Exempel statuiert werden: 50 der Mitglieder der evangelischen Gemeinde, darunter die erst 23-jährige Leonor de Cisnere, kamen tatsächlich mit schweren Bußstrafen davon und wurden wieder in die römisch-katholische Kirche aufgenommen. Leonor de Cisnere durchlief teilnahmslos die Bußrituale, fiel auf die Knie und wiederholte die Worte ihres Geständnisses. Nach ihrem öffentlichen Widerruf wurde sie zu lebenslanger Freiheitsstrafe verurteilt. Aber 13 der Angeklagten, darunter ein portugiesischer Jude, ansonsten evangelische Christen, wurden dem weltlichen Richter übergeben und wie beschrieben in der Form begnadigt, dass sie vor ihrer Verbrennung erwürgt wurden. So war Antonio Herrezuelo der einzige der Angeklagten, der lebendig verbrannt werden sollte. Auf dem Weg zur Hinrichtungsstätte vor der Puerta del Campo kam Herrezuelo an seiner Frau vorbei und sah, dass ihr Sanbenito nicht wie seiner gekennzeichnet war. Er erkannte daran, dass seine Frau widerrufen hatte und geriet darüber in Wut. Er trat sie und sagte (nach der Übersetzung von Höck): „Ist das der Wert, den du auf die Lehre legst, worin ich dich sechs Jahre hindurch unterrichtet habe?“ Leonor de Cisnere antwortete nichts darauf.
Der damalige Venezianische Botschafter bei König Philipp II., Paulo Tiepolo, schrieb über die Hinrichtungen an den Dogen Lorenzo Priuli und den Venezianischen Senat:

„In Valladolid wurden zehn der höchsten Edelmänner der Provinz León wegen Ketzerei verbrannt.“

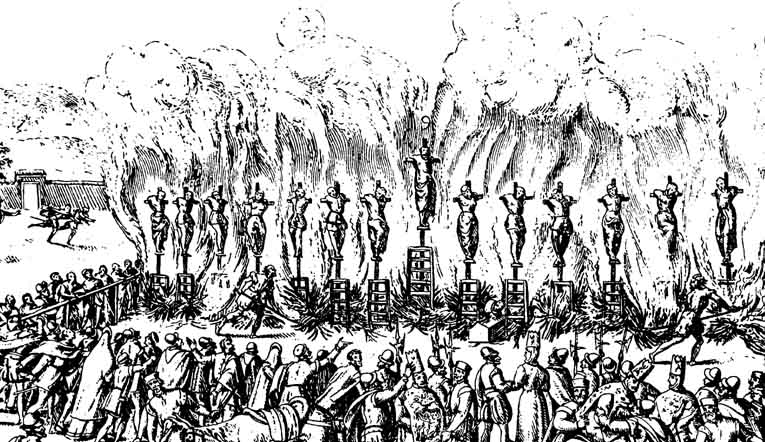
Zeitgenössische Darstellung des Autodafé von Valladolid, in dem vierzehn evangelische Christen am 21. Mai 1559 wegen ihres Glaubens am Pfahl verbrannt wurden

In einem weiteren Brief vom 16. Juni 1559 schloss Tiepolo eine Liste von Personen, die von der Inquisition verurteilt worden waren, ein, mit den folgenden Details:

„Der Baccalaureus Herezuello de Torro, verurteilt zur Konfiszierung seines Vermögens und zur Verbrennung. Er wurde lebendig verbrannt, da er auf seiner Ketzerei beharrte, die ganze Zeit über geknebelt, niemals die heilige Kirche von Rom anerkennend.“

### Rückkehr zum evangelischen Bekenntnis und Hinrichtung
James Anderson berichtet, dass Leonor de Cisnere nach der Rückkehr in ihre Zelle auf die Knie fiel und Gott um Vergebung für das anflehte, was sie getan hatte. Aus Tiepolos Brief wissen wir, dass „Leonor de Cisneros de Toro“ ihre Haft in einem Benediktinerkloster zu verbüßen hatte. In den folgenden Wochen, Monaten und Jahren lehnte sie es ab, unterrichtet zu werden, brach ihren Büßerkurs ab und sagte den Priestern, dass sie dem „Lutherischen“ Glauben anhinge, eine Bezeichnung, die für alle Anhänger der Reformation in Spanien benutzt wurde. Sie erklärte, für ihren Widerruf büßen zu wollen. Acht Jahre lang wies sie jedes Argument zurück, widerstand jeder List und ertrug jede körperliche Folter, der die Inquisition sie unterzog. Sie betätigte sich offen reformatorisch unter den Gefangenen. Die „Büßerin“ war unbußfertig, und wünschte, wie berichtet wird, als rückfällige „Ketzerin“ behandelt und hingerichtet zu werden. Dies geschah tatsächlich, sie wurde beschuldigt, eine rückfällige, hoffnungslose Ketzerin zu sein, und zum Feuertod am Pfahl verurteilt.
Am 26. September 1568 verließ sie erneut den Kerker von Valladolid und ging langsam zum zentralen Platz. Es wird berichtet, dass sie diesmal sehr gefasst wirkte, ganz im Gegensatz zu ihrem früheren Auftreten, und die anwesenden Persönlichkeiten „mit einem furchtlosen und nicht erbleichenden Antlitz“ anblickte. Sie wurde ohne vorherige Strangulation, also lebendig, verbrannt.
Auch Gonzalo de Illescas berichtet in seinem Werk Historia Pontifical y Catolica über den Tod Leonor de Cisneres. Belege dazu aus dem Buch von Llorente oder aus Dokumenten der Stadt Valladolid fehlen.

## Gedenktag
26. September im Evangelischen Namenkalender, zusammen mit ihrem Mann Antonio Herrezuelo.

## Rezeption
Simon Vestdijk verarbeitete das Schicksal von Antonio Herrezuelo und Leonor de Cisnere in seinem Roman über El Greco, Das fünfte Siegel.